# جون إف. غودمان
جون إف. غودمان (بالإنجليزية: John F. Goodman)‏ هو ضابط أمريكي، ولد في 5 نوفمبر 1945 في ساكرامنتو في الولايات المتحدة.